# スコッチボイラー
スコッチボイラー（scotch boiler）は、ボイラーの種類の一つ。日本では円ボイラー、または円缶（円罐）とも呼んだ。
初期のボイラーは煙導式や煙管式で形状は箱形だった。それに対し高温高圧に耐えられるように外形を円筒形としたボイラーが開発された。これにより蒸気圧を従来のものより2倍近く高めることが可能となり、この形状のボイラーをスコッチボイラーと呼ぶ。
軍艦で初めてこのボイラーを搭載したのは1853年にイギリスで建造された「マラッカ」で、後に日本海軍が購入し「筑波」となった。また商船では1862年建造のマックグレゴア・レアードが最初である。
その後1880年代になり、更に高温高圧に耐えられる水管ボイラー（water tube boiler）が実用化された。これにより軍艦ではスコッチボイラーは次第に使用されなくなった。例えば日本海軍では艦本式ボイラーとして国産化し、1902年より艦艇に搭載している。一方商船では1920年ころまで使用され、青函連絡船では1960年代まで使用されていた。